# Parafia św. Stefana w Paryżu
Parafia św. Stefana – jedna z dwóch etnicznie greckich parafii prawosławnych w XVI dzielnicy Paryża. Jej siedzibą jest sobór Greckiej Metropolii Francji pod wezwaniem św. Stefana. 